# Przemko II de Głogów
Przemko II de Głogów (en polonais Przemko głogowski), connu aussi sous le nom de Przemysl de Głogów (Przemysł Głogowski), de la dynastie des Piasts, est né entre 1300 et 1308, et décédé le 11 janvier 1331. 
Il est duc de Żagań (1312-1321), duc de Ścinawa (1312-1317), duc de Poznań (1312-1314) et duc de Głogów (à partir de 1318).
Fils cadet d’Henri III de Głogów et de Mathilde de Brunswick, il est le frère d’Henri IV le Fidèle, de Conrad Ier d’Oleśnica, de Boleslas d’Oleśnica et de Jean de Ścinawa.

## Premier partage du duché d’HenriIIIde Głogów
Après le décès d’Henri III de Głogów le 9 décembre 1309, Przemko est encore un enfant. Il se retrouve sous la protection de sa mère, ensuite de ses frères (jusqu’en 1321). En 1312, l’héritage de son père est divisé. Conrad et Boleslas obtiennent la partie orientale du duché paternel (avec Oleśnica et Kluczbork) ainsi que les régions de Kalisz et de Gniezno. Henri, Jean et Przemko reçoivent les régions de Ścinawa, de Żagań et de Grande-Pologne. Leur mère conserve Głogów.

## Perte de la Grande Pologne
Deux ans plus tard, s’appuyant sur la noblesse locale, Ladislas Ier le Bref s’empare de la plus grande partie de la Grande Pologne. Les enfants d’Henri III ne conservent qu’un petit territoire situé près de l’Obra. Ils perdront ce territoire en 1332, à l’exception de Wschowa (qui sera perdu par Henri V de Fer).

## Duc de Głogów
Lorsque Mathilde meurt en 1318, Głogów rejoint les territoires gouvernés par Henri IV et Przemko (Jean est devenu le seul duc de Ścinawa en 1317). En 1321, Przemko II obtient le duché de Głogów et Henri IV le duché de Żagań. À l’époque, Jean est déjà duc de Ścinawa, Boleslas duc d’Oleśnica et Conrad Ier duc de Namysłów. Le 29 juillet 1326, Przemko conclut un accord avec ses frères Jean et Henri, en vertu duquel ils hériteront de ses possessions s’il meurt sans descendance. C’est une tentative de réunifier le duché de Głogów.

## Rapprochement avec la Pologne
Przemko ne se résigne pas à ne pas avoir d’enfant et, la même année, il épouse Constance, la fille du duc Bernard de Świdnica, qui est un allié fidèle de Ladislas le Bref. Ce mariage le rapproche du roi de Pologne. 
Les effets de ce changement de ligne politique ne se font pas attendre très longtemps. En 1327, les ducs de Haute-Silésie rendent un hommage de vassalité à Jean de Luxembourg. Celui-ci commence à exercer des pressions sur Przemko et ses frères pour qu'ils se rallient à la Bohême. En 1329, Przemko refuse de rendre un hommage de vassalité au roi de Bohême, contrairement à ses frères Henri, Jean et Conrad. En représailles, Jean de Luxembourg oblige les frères de Przemko à le déshériter au cas où un de ceux-ci mourrait prématurément. 

## Décès et succession
Le 11 janvier 1331, Przemko II meurt empoisonné, sans doute par un de ses vassaux. Il est inhumé à Głogów. Son duché est partagé entre Henri IV et Jean de Ścinawa, la veuve de Przemko conservant temporairement la moitié de Głogów et Bytom Odrzański. Le souverain de Bohême s’oppose à cet arrangement. Il veut prendre le contrôle de cette région stratégique. Il s’empare des territoires de la veuve et rachète à Jean sa part de l’héritage de Przemko. Henri IV ne récupérera jamais la moitié du duché de Głogów à laquelle il a droit. Toutes les possessions de Przemko II sont incorporées au royaume de Bohême.